# Guillermo Kuschel
Guillermo Kuschel Gerdes (* 13. Juli 1918 in Frutillar, Provinz Llanquihue, Chile; † 1. August 2017 in Kumeu, Rodney District, Auckland Council, Neuseeland), auch als Willy Kuschel bekannt, war ein chilenischer Entomologe. Sein Forschungsschwerpunkt waren die Rüsselkäfer (Curculionidae).

## Leben
1946 führte Kuschel entomologische Studien in den chilenischen Provinzen Tarapacá und Antofagasta durch. 1948 beteiligte er sich an einer entomologischen Expedition der Universidad de Chile in Antofagasta. Von 1950 bis 1956 arbeitete er als Entomologe an der Fakultät für Bildungswissenschaften an der Universidad de Chile. 1953 wurde er dort zum Ph.D. in Biologie promoviert. Von 1957 bis 1962 war er Professor und Leiter der entomologischen Abteilung am Zoologischen Forschungszentrum der Universidad de Chile. Im Dezember 1962 zog er nach Nelson in Neuseeland, wo er Mitarbeiter des entomologischen Instituts des Department of Scientific and Industrial Research (DSIR) wurde. 1974 wurde das Institut nach Auckland verlegt. 1983 wurde Kuschel im Alter von 65 pensioniert, seine Arbeit als wissenschaftlicher Mitarbeiter setzte er bis ins hohe Alter fort.
Während seiner Amtszeit an der Universidad de Chile absolvierte Kuschel zahlreiche Reisen, darunter zwei auf die Juan-Fernández-Inseln, worüber er zwischen 1952 und 1957 unter dem Titel Los insectos de las Islas Juan Fernández 40 Fachartikel im Journal Revista Chilena de Entomología veröffentlichte.  Für seinen Beitrag zur Kenntnis der Insektenfauna dieser Inseln erhielt er die Linné-Medaille der Linnean Society of London. Zwischen März 1953 und März 1954 studierte er die Rüsselkäfer-Sammlungen an mehreren europäischen Museen, darunter in Genua, Basel, Wien, München, Harderberg, Berlin, Hamburg, Kopenhagen, Stockholm, Uppsala, Helsinki, Brüssel, Paris, London und Oxford.
1950 war Kuschel Gründungsmitglied und bis 1955 Redakteur des Journals Revista Chilena de Entomología. Von 1950 bis 1952 und abermals im Jahr 1956 war er Präsident der Sociedad Chilena de Entomología. 
Kuschel war einer der aktivsten Rüsselkäfer-Experten seiner Zeit. Sein Interesse galt den Käferfaunen der südlichen Hemisphäre sowie urtümlichen Rüsselkäfern und deren Klassifikation. Besonderen Wert legte er auf die korrekte Studie und angemessene Darstellung der Strukturen der männlichen und weiblichen Fortpflanzungssysteme unter besonderer Berücksichtigung der Phylogenese und ihrer Verwendung in der Taxonomie.
Zwischen 1943 und 1991 veröffentlichte Kuschel über 100 Fachartikel. Bis 2003 beschrieb er 152 neue Käfergattungen.

## Privates
Kuschel war mit der neuseeländischen Entomologin Beverley Anne Holloway verheiratet. Aus dieser Ehe gingen zwei Töchter und ein Sohn hervor.

## Dedikationsnamen
Nach Kuschel sind zahlreiche Tiergattungen benannt, darunter Kuschelius Sublette & Wirth 1980 (Zweiflügler), Kuschelomyia Souza Lopes 1961 (Zweiflügler), Kuscheliana Carvalho 1952 (Schnabelkerfe), Kuscheliola Evans 1957 (Schnabelkerfe), Kuschelioniscus Strouhal 1961 (Krebstiere), Kuscheliochilus Wygodzinsky 1951 (Fransenflügler), Kuschelita Climo 1974 (Schnecken), Kuschelacarus Cook 1992 (Milben), Kuschelina Bechyné 1951 (Käfer), Kuschelydrus Ordish 1976 (Käfer), Kuschelus Kaszab 1982 (Käfer), Kuscheliotes Jeannel 1962 (Käfer), Kuschelinus Straneo 1963 (Käfer), Kuschelidium Johnson 1982 (Käfer), Kuschelaxius Howden 1992 (Käfer) sowie Kuschelanthus Alonso-Zarazaga & Lyal 1999 (Käfer).